# 海津英志
海津 英志（かいづ えいし、1967年3月21日 - ）は三重県四日市市出身の元サッカー選手、サッカー指導者。
日本サッカー協会公認S級コーチライセンス、FIFAグラスルーツ指導員、JFAスポーツマネージャー（GRADE2）を保持している。

## 来歴
中京大学を卒業後、現役時代はマインドハウス四日市などに所属し、主将としてプレーした。国体成年選抜選手としても活躍、21年間教員として勤務し、暁高校サッカー部監督としてインターハイへ、全国高校選手権出場へ導く。
2012年ヴィアティン桑名の発足に際し、コーチに就任。2014年にドランチャーニュ・オヴィデューの退任に伴い監督に昇格すると、この年のリーグ戦は同時昇格のFC.ISE-SHIMAと2分けした以外は全勝し優勝。第49回東海社会人サッカートーナメント大会Bブロックでも優勝し、東海リーグ2部昇格を果たした。三重県社会人サッカー選手権ではFC鈴鹿ランポーレに敗れて2年連続の準優勝に終わったものの、三重県選手権（天皇杯三重県代表決定戦）ではFC鈴鹿ランポーレに3-2で雪辱を果たし、チームの天皇杯初出場に導く。1回戦を突破し、2回戦ではJ1・セレッソ大阪に2-4で敗退したものの、格上相手に延長戦まで追い込む戦いを見せた。
翌2015年、東海リーグ2部では第8節・名古屋サッカークラブ戦に敗れ、最終節のFC伊勢志摩戦に引き分けた以外は全勝。昇格初年度で初優勝を決めて1部昇格を果たした。
2016年東海リーグ1部ではFC刈谷、鈴鹿アンリミテッドFCに次ぐ3位に終わったものの、第52回全国社会人サッカー選手権大会でチームを3位に導き、全国地域サッカーチャンピオンズリーグ2016の参加権を獲得した。全国地域サッカーチャンピオンズリーグでは、1次ラウンドを1位で通過し決勝ラウンドに進み、決勝ラウンドでは、最終戦に同じ三重県勢同士の対決となった鈴鹿アンリミテッドFCとの試合に勝利したことで、2位以内を確定させチームをJFL昇格に導いた。
2021年12月9日、アルテリーヴォ和歌山の監督になることが発表された。

## 所属クラブ
- 中京大学
- マインドハウス四日市
- ヴィアティンFC

## 指導歴
- 1991年 - 1994年 暁中学校サッカー部
- 1994年 - 2011年 暁高校サッカー部
- 2012年 - 2013年 ヴィアティンFC/ヴィアティン桑名 コーチ
- 2014年 - 2018年 ヴィアティン三重 監督
- 2019年 - 2021年 WYVERN ダイレクター兼トップチーム 監督
- 2022年 - 2024年 アルテリーヴォ和歌山 監督

## 監督成績
| 年度 | クラブ | 所属      | リーグ戦 | リーグ戦 | リーグ戦 | リーグ戦 | リーグ戦 | リーグ戦 | カップ戦 | カップ戦   |
| 年度 | クラブ | 所属      | 順位     | 勝点     | 試合     | 勝       | 分       | 負       | リーグ杯 | 天皇杯     |
| ---- | ------ | --------- | -------- | -------- | -------- | -------- | -------- | -------- | -------- | ---------- |
| 2014 | 三重   | 三重県1部 | 優勝     | 38       | 14       | 12       | 2        | 0        | -        | 2回戦敗退  |
| 2015 | 三重   | 東海2部   | 優勝     | 37       | 14       | 12       | 1        | 1        | -        | 県予選敗退 |
| 2016 | 三重   | 東海1部   | 3位      | 30       | 14       | 9        | 3        | 2        | -        | 県予選敗退 |
| 2017 | 三重   | JFL       | 12位     | 29       | 30       | 7        | 8        | 15       | -        | 県予選敗退 |
| 2018 | 三重   | JFL       | 11位     | 35       | 30       | 9        | 8        | 13       | -        | 県予選敗退 |
| 2019 | WYVERN | 愛知県2部 |          |          |          |          |          |          | -        |            |
| 2020 | WYVERN | 愛知県1部 |          |          |          |          |          |          | -        |            |
| 2021 | WYVERN | 東海2部   | 2位      | 18       | 7        | 6        | 0        | 1        | -        |            |
| 2022 | 和歌山 | 関西1部   | 優勝     | 29       | 14       | 9        | 2        | 3        | -        | 1回戦敗退  |
| 2023 | 和歌山 | 関西1部   | 優勝     | 31       | 14       | 9        | 4        | 1        | -        | 1回戦敗退  |
| 2024 | 和歌山 | 関西1部   | 3位      | 24       | 14       | 6        | 6        | 2        | -        | 1回戦敗退  |